# Người bạn kiên nghị
Người bạn kiên nghị (tiếng Nga: Повесть о суровом друге, dịch sang tiếng Việt: Chuyện một người bạn kiên nghị) là một cuốn tiểu thuyết phiêu lưu dành cho thiếu nhi, khai thác đề tài Nội chiến Nga của nhà văn Leonid Zharikov, xuất bản lần đầu năm 1938.

## Nội dung
Tác phẩm là câu chuyện về những cậu thiếu niên ở miền Nam nước Nga đã trở thành anh hùng trong cuộc Nội chiến Nga như thế nào.

## Bản dịch tiếng Việt
Tác phẩm này có bản dịch tiếng Việt với tên Người bạn kiên nghị, do Bích Thư và Bạch Dương dịch, Nhà xuất bản Cầu Vồng và Nhà xuất bản Thanh niên xuất bản năm 1988.